# Domenico Flabanico
Domenico Flabanico (fallecido en 1041) fue el 29.º dux de la República de Venecia. Su gobierno duró desde la abdicación de Pietro Barbolano en el año 1032 hasta su muerte.

## Biografía
Antes de que Domenico Flabanico asumiera el cargo, había un caos considerable en Venecia. Su predecesor había renunciado a la posición de dux tras una amplia presión pública para restablecer a Ottone Orseolo, pero cuando se descubrió que Ottone Orseolo se estaba muriendo, Domenico Orseolo, relativamente menos popular que Otto, se postuló para el cargo. Las protestas públicas en Venecia fueron grandes debido a la apariencia que daba de nepotismo o de monarquía hereditaria.
Flabanico, un exitoso comerciante individual y popular, pero menos noble, fue elegido a pesar de la noción de sangre real. Bajo Flabanico, fueron inculcadas nuevas leyes para limitar los poderes del dux contrarias a la creación de una monarquía hereditaria y pasando muchos nuevos actos. En este momento, Venecia pasó por un período de luchas internas y de decadencia. Flabanico apenas era capaz de mantener las relaciones diplomáticas que eran necesarios para una política exterior adecuada y dejó que la economía de la República de Venecia cayera debido a una disminución general de la confianza. Fue sólo gracias a su sucesor, Domenico Contarini, cuando la República recuperó una nueva era de prosperidad. Murió en 1041, marcando el final de casi una década de gobierno.